# Thomas Larkin
Thomas William Larkin (* 31. Dezember 1990 in London, England, Großbritannien) ist ein deutsch-italienischer Eishockeyspieler, der seit Juni 2023 bei den Schwenninger Wild Wings aus der Deutschen Eishockey Liga (DEL) unter Vertrag steht und dort auf der Position des Verteidigers spielt. Zuvor war Larkin bereits sechs Spielzeiten für die Adler Mannheim, mit denen er im Jahr 2019 die Deutsche Meisterschaft gewann, in der DEL aktiv.

## Karriere
Larkin wurde in der britischen Hauptstadt London als Sohn eines US-Amerikaners und einer Italienerin geboren. Als er drei Jahre alt war, zog die Familie ins italienische Varese. Er begann seine Karriere als Eishockeyspieler an der renommierten Phillips Exeter Academy, für die er von 2007 bis 2009 aktiv war. Beim NHL Entry Draft 2009 wurde er in der fünften Runde an insgesamt 137. Position von den Columbus Blue Jackets ausgewählt. Von 2009 bis 2013 besuchte der Verteidiger die Colgate University, für deren Eishockeymannschaft er in der ECAC Hockey spielte. 2012 wurde er in das dritte All-Star Team der ECAC Hockey gewählt. Im März 2013 gab er sein Profidebüt für die Springfield Falcons in der American Hockey League (AHL), für welche er bereits in seinem zweiten AHL-Spiel einen Treffer erzielte. Insgesamt kam er im Verlauf der Saison 2012/13 zu sieben Einsätzen in der American Hockey League. Im Juli 2013 unterzeichnete der Italo-Amerikaner einen zweijährigen Einstiegsvertrag bei den Columbus Blue Jackets. Während er in der Spielzeit 2013/14 zwischen dem AHL-Team der Springfield Falcons und den Evansville IceMen aus der ECHL pendelte, stand er im Folgejahr ausschließlich bei den Falken auf dem Eis. Zu Einsätzen in der NHL kam er nicht.

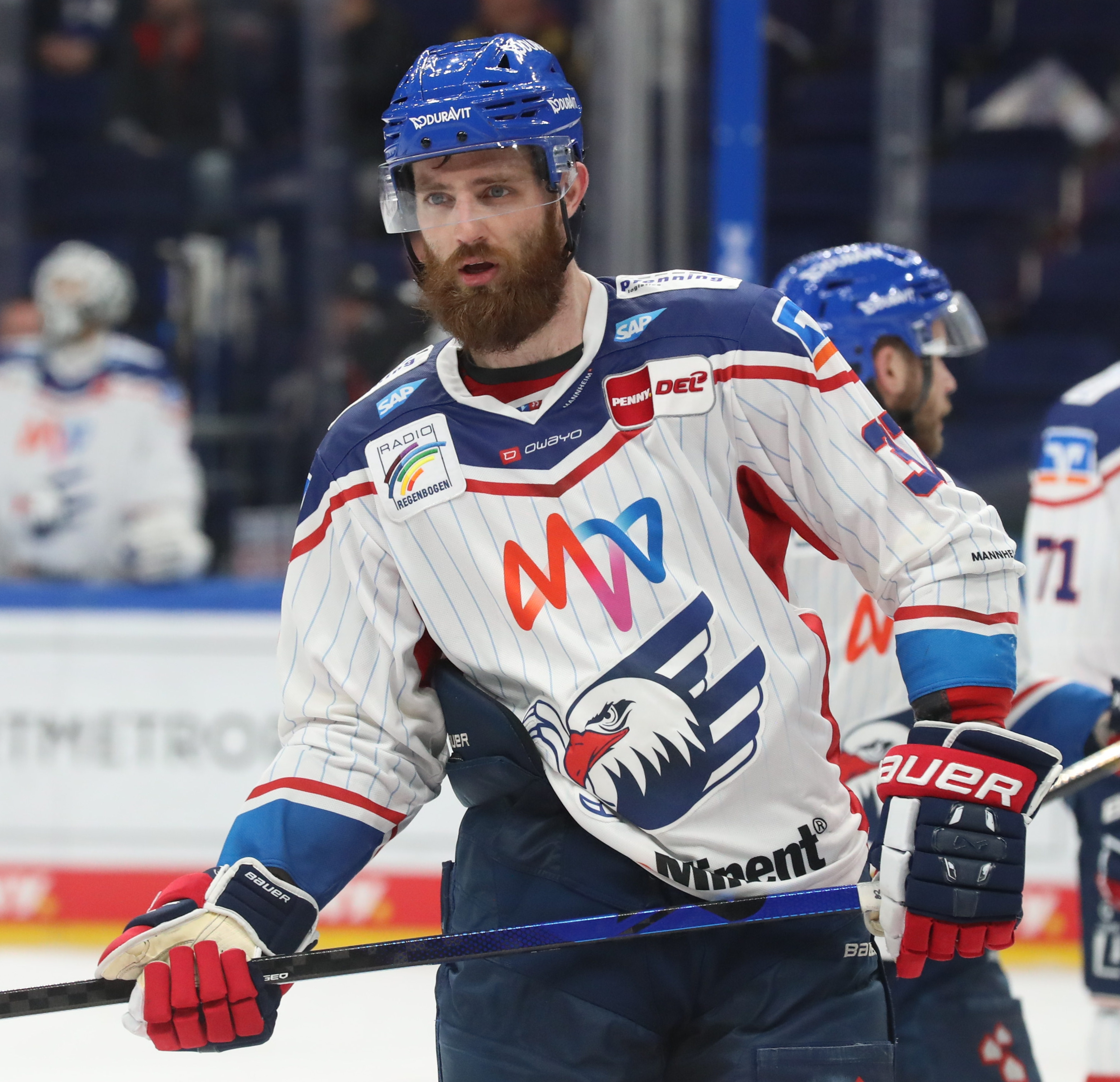
Larkin im Trikot der Adler Mannheim (2022)

Im August 2015 verließ Larkin Nordamerika und schloss sich dem KHL Medveščak Zagreb aus der Kontinentalen Hockey-Liga (KHL) an. Dort spielte er bis Mitte Februar 2017 und wechselte dann in die Deutsche Eishockey Liga (DEL) zu den Adler Mannheim. Im November 2017 sorgte er für Negativschlagzeilen, als er im Spiel der Champions Hockey League (CHL) gegen den schwedischen Vertreter Brynäs IF einen harten Check gegen den Brynäs-Stürmer Daniel Paille ausführte. Larkin wurde aufgrund dieses Fouls für vier CHL-Spiele gesperrt. In einer Stellungnahme in der Zeitung Aftonbladet wurde er zudem von Brynäs-Sportdirektor Stefan Bengtzen eines Mordversuches bezichtigt. Die Adler-Führung wies diesen Vorwurf mit Hinweis auf den möglichen Straftatbestand der Üblen Nachrede entschieden zurück. Aufgrund der Verletzungen beendete Paille im August 2018 seine Karriere. Paille und seine Agenten erhoben vor dem Bezirksgericht Gävle Anklage wegen Körperverletzung gegen Larkin und forderten Schadenersatz vom Verteidiger und den Adler Mannheim. Das Gericht sprach Larkin im Oktober 2021 von allen Vorwürfen frei – nach Auffassung der Richter habe es sich nicht um einen vorsätzlichen Angriff, sondern vielmehr um einen Unfall gehandelt. Larkin habe die Kollision nicht vermeiden können. Auch eine Berufung wurde seitens des Gerichts nicht zugelassen.
In der Saison 2018/19 gewann Larkin mit Mannheim die Deutsche Meisterschaft. Er erzielte in der Verlängerung des fünften Endspiels gegen München den Siegtreffer für die Adler. Nach vier weiteren Jahren bei den Mannheimern verließ der Abwehrspieler nach der Spielzeit 2022/23 den Klub im Zuge eines großen Umbruchs im Kader und wechselte innerhalb der DEL zu den Schwenninger Wild Wings. Im August 2024 erhielt Larkin die deutsche Staatsbürgerschaft.

### International

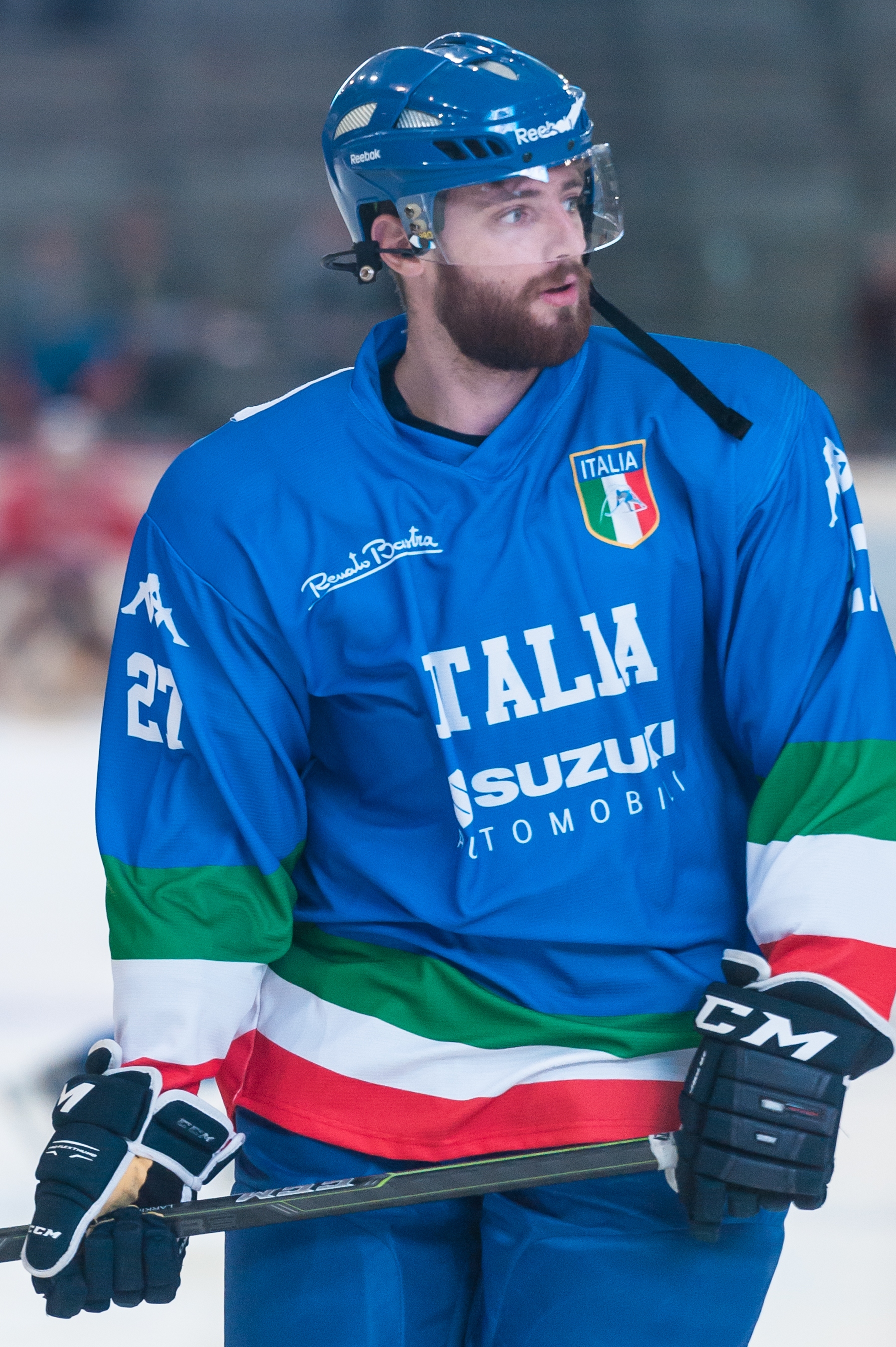
Larkin als Spieler der italienischen Nationalmannschaft (2016)

Für Italien nahm Larkin im Juniorenbereich an den U18-Junioren-Weltmeisterschaften der Division I 2007 und 2008 teil. Im Seniorenbereich stand er im Aufgebot seines Landes bei den Weltmeisterschaften der Division I 2011, 2016, als er zum besten Verteidiger des Turniers gewählt wurde, und 2018 sowie der Top-Division 2012, 2014 und 2017. Zudem vertrat er seine Farben bei den Qualifikationen zu den Olympischen Winterspielen 2018 im südkoreanischen Pyeongchang und Olympischen Winterspielen 2022 in Peking.
Bei der Weltmeisterschaft 2023 der Division IA gehörte Larkin erstmals seit fünf Jahren wieder zum WM-Kader der italienischen Nationalmannschaft und fungierte erstmals als Mannschaftskapitän. Dabei erzielte er im ersten Turnierspiel gegen Rumänien, das Italien mit 6:2 gewann, erstmals einen Hattrick für die Azzurri. Am Turnierende wurde er – wie bereits im Jahr 2016 – als bester Abwehrspieler des einwöchigen Wettkampfs ausgezeichnet. Bei der Austragung 2024 sicherte er sich zum dritten Mal die Auszeichnung, nachdem er der Spieler mit der besten Plus/Minus-Statistik im Turnierverlauf gewesen war. Auch bei der Weltmeisterschaft 2025 gehörte er zum Kader der Azzurri, als diesen die Rückkehr in die Top-Division gelang.

## Erfolge und Auszeichnungen
| - 2010 ECAC All-Academic Team - 2011 ECAC All-Academic Team - 2012 ECAC All-Academic Team | - 2012 ECAC Third All-Star Team - 2013 ECAC All-Academic Team - 2019 Deutscher Meister mit den Adler Mannheim |

### International
| - 2011 Aufstieg in die Top-Division bei der Weltmeisterschaft der Division I, Gruppe A - 2016 Aufstieg in die Top-Division bei der Weltmeisterschaft der Division IA - 2016 Bester Verteidiger der Weltmeisterschaft der Division IA | - 2018 Aufstieg in die Top-Division bei der Weltmeisterschaft der Division IA - 2023 Bester Verteidiger der Weltmeisterschaft der Division IA - 2024 Bester Verteidiger der Weltmeisterschaft der Division IA |

## Karrierestatistik
Stand: Ende der Saison 2024/25

### International
Vertrat Italien bei:
| - U18-Junioren-Weltmeisterschaft der Division I 2007 - U18-Junioren-Weltmeisterschaft der Division I 2008 - Weltmeisterschaft der Division I 2011 - Weltmeisterschaft 2012 - Weltmeisterschaft 2014 - Qualifikationsturnier für die Olympischen Winterspiele 2018 - Weltmeisterschaft der Division IA 2016 | - Qualifikationsturnier für die Olympischen Winterspiele 2018 - Weltmeisterschaft 2017 - Weltmeisterschaft der Division IA 2018 - Qualifikationsturnier für die Olympischen Winterspiele 2022 - Weltmeisterschaft der Division IA 2023 - Weltmeisterschaft der Division IA 2024 - Weltmeisterschaft der Division IA 2025 |

(Legende zur Spielerstatistik: Sp oder GP = absolvierte Spiele; T oder G = erzielte Tore; V oder A = erzielte Assists; Pkt oder Pts = erzielte Scorerpunkte; SM oder PIM = erhaltene Strafminuten; +/− = Plus/Minus-Bilanz; PP = erzielte Überzahltore; SH = erzielte Unterzahltore; GW = erzielte Siegtore; 1 Play-downs/Relegation; Kursiv: Statistik nicht vollständig)